# Alma Juventus Fano 1906
Alma Juventus Fano 1906, auch bekannt als Fano, ist ein italienischer Fußballverein aus der Stadt Fano, Marken. Der Klub spielt aktuell in der Serie D.

## Geschichte

### Ursprünge
Der Klub wurde 1906 als Società Ginnastica Alma Juventus Fano gegründet. Am 13. Mai 1915 erhielt der Verein dann mit Alma Juventus Fano seinen heutigen Namen. Im Jahr 1930 bezog Fano das bis heute bestehende Stadion Raffaele Mancini, welches damals noch "Borgo Metauro" hieß. Zwischenzeitlich spielte man mehrere Jahre um die regionale Meisterschaft.
Der Verein erlangte 1935 durch die Teilnahme an der Serie C und dem Erreichen des Achtelfinales im italienischen Pokal größere Bekanntheit. Im Jahr 1948 stieg Fano trotz guter Platzierung in der Serie C aufgrund der Ligareform ab.

### 1950 bis 2010
Nach über 30 Jahren im Amateurfußball schaffte Fano in der Saison 1975/76 erneut den Aufstieg in die Serie C. Als Meister der Serie C2 stieg man in die Serie C1 auf und spielte in den Folgejahren immer wieder um den Aufstieg in die Serie B mit. Im Jahr 1999, nach mehr als 20 Jahren in der dritten Liga, stieg der Verein jedoch wieder in die Serie D ab.
Nach der Jahrtausendwende spielte Fano erneut drei Saisons in der dritten Liga, bevor 2005 erneut der Abstieg folgte. In der Saison 2008/09 hielt das Team lange den ersten Platz in der Serie D, bevor man diesen in der Schlussphase der Saison an Vastese Calcio abgab. Trotzdem stieg Fano letztendlich als Zweitplatzierter in die Lega Pro auf.
Die Folgejahre des Vereins waren von wirtschaftlichen Problemen geprägt, welche jedoch keine Auswirkungen auf das sportliche Abschneiden hatten. Erst im Jahr 2012 folgte der Abstieg in die Serie D.

### 2010 bis heute
In der Saison 2015/16 erreichte die Mannschaft zum zweiten Mal in Folge den zweiten Platz der Serie D und qualifizierte sich somit für die Play-offs um den Aufstieg. Anlässlich der Erweiterung der Lega Pro auf 60 Mannschaften und des Lizenzentzugs einiger Vereine stieg Fano wieder in die dritte Liga auf.
In der Folgesaison erlebte das Team um Trainer Giovanni Cusatis eine sportlich schwache Hinrunde und belegt nach 19 Spieltagen mit 15 Punkten den letzten Platz. Nach einer starken Rückrunde unter dem neuen Trainer Agatio Cuttone rettete sich Fano jedoch in die Relegation gegen Forlì (1:1 und 2:0) und konnte letztendlich die Klasse halten. Auch in der Saison 2017/18 folgte auf eine schwache Hinrunde eine starke Rückrunde, welche Fano am Schluss Platz 13 und den damit verbundenen Klassenerhalt erneut sicherte.
Die Folgesaison 2018/19 endete für das Team schließlich mit dem letzten Platz, was den direkten Abstieg bedeutete. Aufgrund von Lizenzentzügen anderer Ligenteilnehmer konnte dieser jedoch abgewendet werden und man verblieb in der Serie C.
In der Saison 2020/21 belegte das Team den 18. Platz in der Serie C und stieg nach fünf Jahren Drittklassigkeit wieder in die Serie D ab.